# István Szívós senior
István Szívós (* 20. August 1920 in Budapest; † 22. Juni 1992 ebenda) war ein ungarischer Wasserballspieler.
Er wurde mit der ungarischen Wasserball-Nationalmannschaft 1952 und 1956 Olympiasieger und gewann bei den Spielen 1948 Silber. 1954 wurde Szívós mit der ungarischen Mannschaft Europameister. 1956 ging er auch – allerdings ohne Erfolg – im Schwimmwettbewerb über 200 Meter Brust an den Start.
Nachdem 1956 der Ungarische Volksaufstand blutig niedergeschlagen worden war, gehörte Szívós zu den fünf Spielern, die nach den Olympischen Spielen 1956 unmittelbar nach Ungarn zurückkehrten. Insgesamt bestritt er 64 Länderspiele für Ungarn. Im Jahr 1997 wurde er in die internationale Ruhmeshalle des Schwimmsports aufgenommen. Sein Sohn István wurde 1976 Olympiasieger im Wasserball, sein Enkel Márton war 2005 und 2007 Vizeweltmeister.